# Jeltje de Bosch Kemper

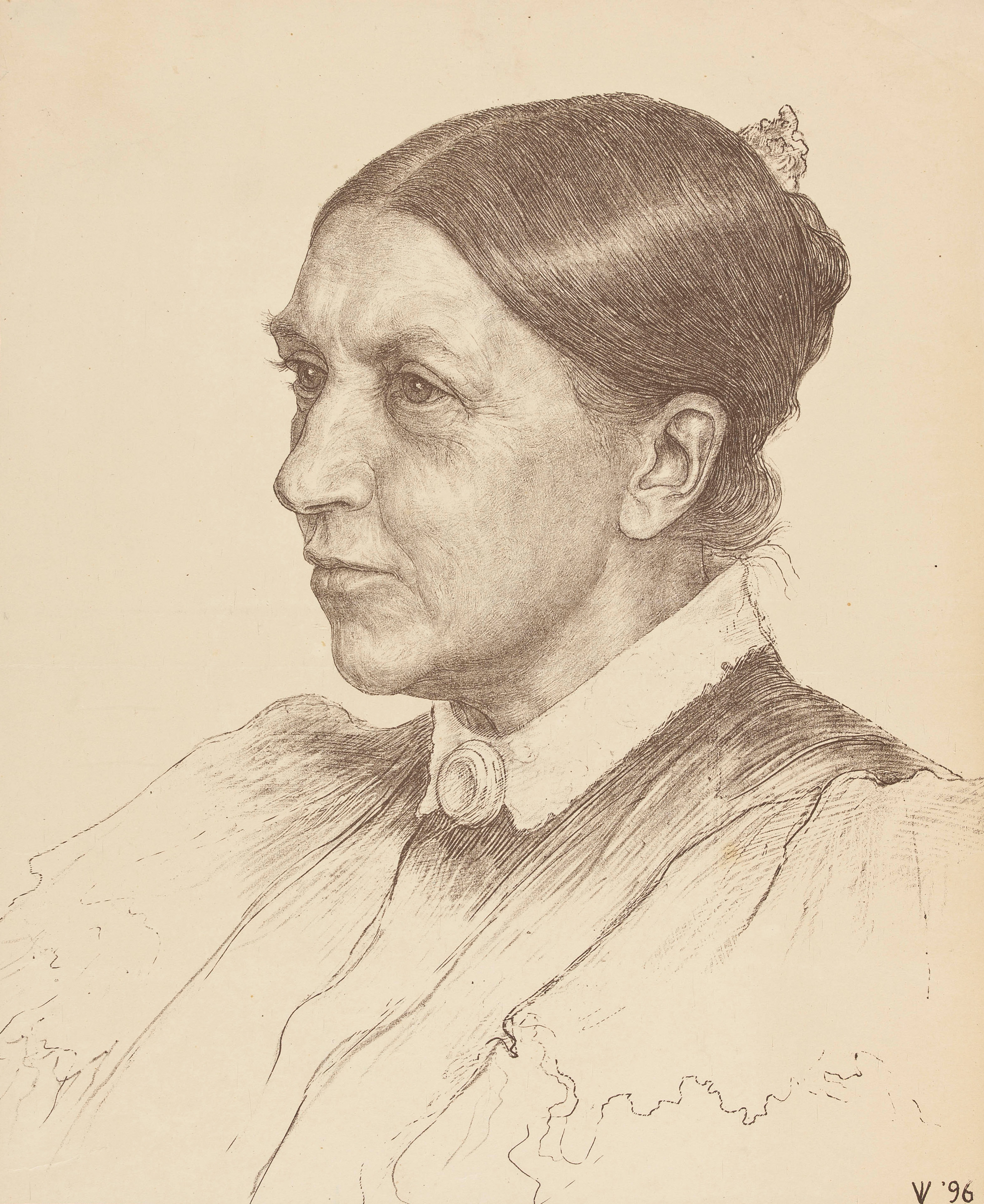
Jeltje de Bosch Kemper, 1896

Jonkvrouw Jeltje de Bosch Kemper (* 28. April 1836 in Amsterdam; † 16. Februar 1916 ebenda) war eine niederländische Aktivistin für Frauenrechte und Mitbegründerin des Allgemeinen niederländischen Frauenvereins „Tesselschade“.

## Leben
Jeltje de Bosch Kemper wurde am 28. April 1836 in Amsterdam als Tochter des Juristen Jeronimo Kemper, ab dem 18. Mai 1835 durch Erlass Jeronimo de Bosch Kemper und Maria Aletta Hulshoff (1810–1844) geboren. Ihr Vater war stellvertretender Staatsanwalt, später Generalanwalt und Professor. Jeltje de Bosch Kemper blieb unverheiratet. Sie war die älteste von sechs Kindern und ihre Mutter starb als sie acht Jahre alt war. Die zweite Frau ihres Vaters, Johanna Maria Walkart (1816–1892), war psychisch krank. Jahrelang kümmerte sich Jeltje um sie und einen kranken Bruder. Im Alter von achtzehn Jahren schloss sie ihre Ausbildung an einer privaten Mädchenschule ab und ließ sich in der Mennonitenkirche taufen.
Auch danach lebte sie weiter im Elternhaus, einem herrschaftlichen Gebäude an der Amsterdamer Herengracht. Wie ihr Vater war sie an religiösen und sozialen Sachverhalten interessiert, doch als unverheiratete Tochter in einem sehr wohlhabenden Umfeld hatte sie kaum Möglichkeiten, sich aktiv zu entfalten. So bestand ihr Leben, bis sie 35 Jahre als war darin, den Haushalt zu führen, zu sticken, zu zeichnen, Klavier zu spielen, Briefe zu schreiben, Besuche zu machen und viel aus der Bibliothek ihres Vaters zu lesen.
Inspiriert wurde sie durch das Buch The Subjection of Women von John Stuart Mill, welches 1869 erschienen war. Ihre Schwester Christine engagierte sich bereits in der Frauenbildung und hatte aus dem Erbe der Mutter dazu einen Förderfonds gegründet. Jeltje de Bosch Kemper wurde 1871 Vorstandsmitglied der neu gegründeten Amsterdamer Zweigstelle der Amsterdamse afdeling van de Algemeene Nederlandsche Vrouwenvereeniging Arbeid Adelt. Die Organisation hatte das Ziel, das Schicksal der „verarmten Frau aus der zivilisierten Klasse“ durch die Förderung der Bildung und Erziehung von Mädchen zu verbessern. Dazu wurde Kunsthandwerk der Damen in ihren eigenen Geschäften und auf Basaren verkauft. Nachdem sie sich mit der Gründerin Betsy Perk überworfen hatte, gründete De Bosch Kemper im April 1872 mit weiteren von Perk entlassenen Vorstandskollegen die Algemeene Nederlandsche Vrouwenvereeniging Tesselschade, deren Schatzmeisterin sie 1874 wurde. Das Ziel war dasselbe wie das von Arbeid Adelt: mehr und bessere Beschäftigung für kultivierte, aber mittellose Frauen.
Zu den Gründerinnen des ersten niederländischen Ausbildungskurses für professionelle Krankenpflege der Vereeniging voor Ziekenverpleging zählte De Bosch Kemper im Jahr 1878. Vorausgegangen war die Anfrage von vier Ärzten bei ihr, die auf der Suche nach einer neuen Art von Krankenschwestern war, um den Ruf der niederländischen Krankenpflege zu verbessern. Sie nahm auch direkt an den ersten Kursen teil, um auch andere Frauen für die Teilnahme zu motivieren. Von 1886 bis 1911 war sie Vorsitzende des Hauptvorstandes von Tesselschade. Sie sorgte dafür, die handwerkliche Ausbildung in Grundschulen zu verbessern und ab 1882 gab es an der staatlichen Schule für angewandte Kunst und Kunstgewerbe die erste Abteilung für Kunsthandwerk in den Niederlanden.
Mit Anna Reynvaan gründete sie 1890 das Maandblad voor Ziekenverpleging als Kontaktzeitschrift für Krankenschwestern, Ärzte und Krankenhausvorstände. Sie sorgte auch dafür, dass die Amsterdamer Haushaltsschule 1891 eine Lehrerausbildung für Koch- und Haushaltsausbildung erhielt. Der Krankenpflegekongress, dessen Vorsitz sie 1892 innehatte, führte 1893 zur Gründung der Niederländischen Krankenpflegevereinigung. Mit all diesen Tätigkeiten sorge sie dafür, dass Freuen neue Möglichkeiten für die Aufnahme einer Arbeit fanden. Sie setzte sich zudem regelmäßig für bessere Arbeitsbedingungen für Krankenpfleger ein. Zum 25-jährigen Jubiläum von Tesselschade schrieb sie stolz: „Es ist keine Schande mehr, etwas zu verdienen, es ist eine Schande, nichts Anständiges zu wissen.“
Die gesellschaftliche und rechtliche Unterordnung von Frauen betrachtete sie mit Sorge. Sie war überzeugt, Verbesserungen im Verfassungsrecht und das Frauenwahlrecht nur in der Zusammenarbeit mit einflussreichen Herren zu erreichen. So wurde sie 1894 Vorsitzende des Komitees zur Verbesserung der sozialen und rechtlichen Lage der Frauen in den Niederlanden. Mit Petitionen an die Regierung, das Parlament und die örtlichen Verwalter wollte sie die Interessen von Frauen vertreten. Die Zeitschrift Belang en Recht gründete sie zusammen mit dem Groningse Vrouwenbond (Frauenunion in Groningen) und dem Lehrerinnenverband Thugatèr. Es sollte eine gemäßigte Alternative zur deutlich radikaleren Zeitschrift Evolution von Wilhelmina Drucker sein.
Von 1896 bis 1906 veröffentlichte Belang en Recht zweimal im Monat die Petitionen des Ausschusses. Am 15. Juni 1898 kritisierte Aletta Jacobs Kempers autoritäres und in mancher Hinsicht konservatives Vorgehen in Belang en Recht. Obwohl sich das Komitee zweimal für das Frauenwahlrecht einsetzte, wurde Kemper erst 1907 Mitglied der niederländischen Vereinigung für Frauenwahlrecht.
Mit ihrer Arbeit strebte Jeltje de Bosch Kemper nach der Möglichkeit für ein unabhängiges Leben für Frauen durch ihre eigene Arbeit, basierend auf einer angemessenen Bildung. Sie war eine pragmatische Organisatorin und ihre autoritäre Persönlichkeit wurde durch ihr persönliches Interesse an jedem, mit dem und für den sie arbeitete, gemildert. Im Alter von sechzig Jahren wurde sie zum Ritter des Ordens von Oranien-Nassau ernannt. Sie wurde Ehrenmitglied aller Vereine, für die sie tätig war. „Jonkvrouw“ Jeltje de Bosch Kemper blieb bis kurz vor ihrem Tod im Alter von achtzig Jahren aktiv. Kurz nach ihrem Tod wurde eine „Hommage an die Erinnerung an Lady Jeltje de Bosch Kemper“-Kommission eingerichtet. Laut der Biografin Johanna Naber ist Jeltje de Bosch Kemper untrennbar mit der Geschichte der wirtschaftlichen Befreiung der Frauen in der niederländischen Geschichte verbunden.
Jeltje de Bosch Kemper starb am 16. Februar 1916 in Amsterdam.